# Уборт
Уборт (укр. Уборть; блр. Убарць) украјинско-белоруско је река и десна притока реке Припјат (део басена реке Дњепар).

## Карактеристике
Река Уборт настаје спајањем неколико мањих потока код села Андрејевичи у Житомирској области Украјине и протиче преко Ољевског и Лељчичког рејона. Надморска висина извора је на око 207 метара. Улива се у реку Припјат код града Петрикава на надморској висини од 120 метара.
Укупна дужина водотока је 292 km, од чега је 166 km на територији Украјине, а 126 km на територији Белорусије. Површина сливног подручја је 5.820 km² (у Белорусији 1.910 km²), а просечан проток на ушће је 24,4 m³/s. Највиши проток забележен је на 44 km узводно од ушћа 1932. и износио је 659 m³/s, док је најмањи проток на истом месту регистрован 1935. и износио је свега 0,44 m³/s.
Укупан пад реке је 87 м или у просеку око 3,3 м/км тока.
Под ледом је од средине децембра до средине марта. Највиши водостај је током прве половине марта и задржава се до средине маја. Најнижи водостај је средином јула. Има углавном снежни режим храњења.
Реку Уборт карактерише мали пад, посебно у средњем и доњем делу тока, корито препуно меандара, и доста замочварена обала. Речна долина није јасно изражена и често се спаја са околним тереном. Ширина наплавне равнице у горњим деловима тока је између 100 и 200 метара, у доњем делу до 1,5 km. Ширина реке варира од 10 до 15 метара у горњем до 60 метара у доњем делу тока. У доњем делу тока унутар речног корита се налазе бројне мање пешчане аде.